# 阳江合山机场
阳江合山机场是广东省阳江市的通用机场，位于阳东区合山镇。1966年，合山机场建成通航；1997年10月16日，阳江合山机场获颁三类通用机场使用许可证，定名为阳江合山机场。